# 飞鸾
飞鸾（?—?），唐朝中期女舞人。

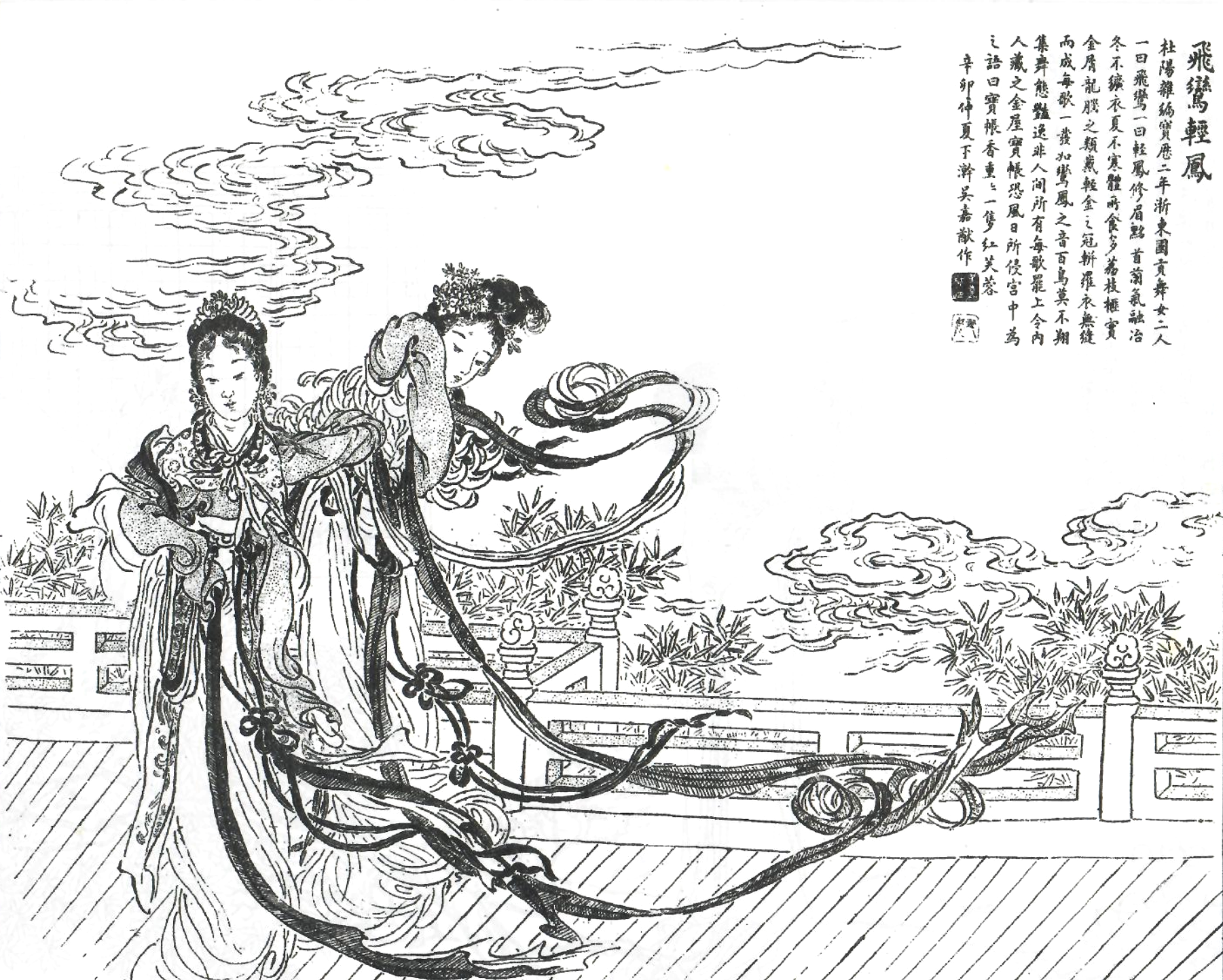
《古今百美圖》

宝历二年（826年），浙东国贡献给唐敬宗皇帝的舞女。其歌喉婉转，有如鸟鸣；每歌声一发，如鸾凤之音，百鸟莫不翔集其上。舞态轻逸艳丽，有如仙女。宫中有人说：“宝账香重重，一双玉芙蓉。”一说李商隐《鸾凤》之诗“旧镜鸾何处，衰桐凤不栖。金钱饶孔雀，锦段落山鸡。王子调清管，天人降紫泥。岂无云路分，相望不应迷。”，是描写飞鸾、轻凤的事情。

## 相关影视
《柜中美人》陈瑶（童年：赵姝婷）饰演 胡飞鸾